# Pedro Ferreira
Pedro Rafael Tabares, conocido como Pedro Ferreira, (Montevideo, 20 de abril de 1910-Montevideo, 20 de agosto de 1980) fue un músico, cantante y compositor uruguayo. 

## Biografía
En la década de 1920 viajó a Buenos Aires, donde cantó en centros nocturnos. En esa época se relacionó con músicos cubanos, hecho que determinó su pasión por la música cubana. 
Retornó a Montevideo, y en la década de 1940 fundó el Trío Tropical. Hacia fines de la misma década participó en el Círculo de Intelectuales, Artistas, Periodistas y Escritores Negros. Más tarde formó la Orquesta Cubanacán, interpretando música brasilera, cubana y temas de candombe de su autoría. Por sus filas también pasó Rubén Rada, quien lo considera su maestro de candombe. 
Tocaba guitarra, trompeta e instrumentos de percusión. Fue director de orquesta y de algunas de las comparsas más importantes del carnaval uruguayo, tales como Libertadores de África y Fantasía Negra. Conquistó con ellas varios primeros premios de concurso oficial de Carnaval en los años 1946, 1954, 1955, 1956, 1957,1958 y 1972.
Compuso canciones que se convirtieron en clásicos del repertorio uruguayo (como “La Llamada”, “Ahí va la comparsa” o “Biricunyamba”) y fueron interpretadas por artistas como Manolo Guardia, Hebert Escayola, Hugo «Cheché» Santos, Rubén Rada, Daniel Lencina, Federico García Vigil, Mike Dogliotti, Hugo Fattoruso y Rey Tambor, Jorginho Gularte, Joan Manuel Serrat, Mariana Ingold, entre otros.